# 145. vestlige længdekreds
Den 145. vestlige længdekreds (eller 145 grader vestlig længde) er en længdekreds, der ligger 145 grader vest for nulmeridianen. Den løber gennem Ishavet, Nordamerika, Stillehavet, det Sydlige Ishav og Antarktis.